# Ludovico Odasio
Lodovico Odasio, scritto anche Odasi oppure Odassi (Padova, 1455 – Urbino, 1509), è stato un umanista italiano.

## Biografia
Lodovico Odasio nacque a Padova da Bartolomeo da Martinengo e da Sara da Camarano, sposati in quella città nel 1450, dove ebbero 4 figli, Francesco, Michele (detto Tifi, considerato uno dei fondatori del latino maccheronico; compose un poema dal titolo "Macharonea"), poi Lodovico e ultimo Antonio.
Divenne un grande conoscitore delle lettere latine e greche e, tra Padova e Venezia, fece amicizia con i più noti umanisti del tempo.
A Padova fece parte di commissioni per esami di laurea.
Nel 1482, forse su consiglio dell'amico Angelo Poliziano, venne chiamato a Urbino da Federico di Montefeltro come precettore del figlio Guidobaldo, che, orfano della madre Battista Sforza poco dopo la nascita (1472), aveva avuto in precedenza altri precettori.
Lodovico sposò la nobile Lucrezia Barzi di Gubbio dalla quale ebbe un figlio e due figlie.
Egli curò anche l'educazione di Francesco Maria della Rovere (figlio di Giovanni della Rovere e di Giovanna, sorella di Guidobaldo) che fu adottato da Guidobaldo e da Lucrezia Gonzaga (erano senza figli) e che divenne duca dopo la morte di Guidobaldo.
Quando Guidobaldo raggiunse la maggiore età, divenne suo segretario ; lo troviamo in varie missioni diplomatiche a Venezia e Roma.
Morì a Urbino nel 1509 e fu sepolto nella chiesa di San Bernardino fuori delle mura, dove sono sepolti anche Federico e Guidobaldo

## Opere

### Lettere

#### Scambio epistolare con Angelo Poliziano
Esistono quattro lettere tra Lodovico Odasio e Angelo Poliziano, scambiate tra loro nel 1485.
(Vedi Pier Antonio SERASSI, note alle stanze del Castiglione, in Lettere ecc., di Baldassare Castiglione. Padova, 1771; vol, III, pag. 278.
Oppure Epistolae Angelo Politiano in "Illustrium virorum Epistolis cum Comment. Franci Silvii. Paris, 1520, p. 44 (K. III. 22) (e misc. in 4° vol. 343, sine loco, per Joan Wolf Lubrien, 1499).
Anche Angeli Politiani opera quae quidem extiterunt ..., Basilea, apud Nicolaum episcopium minorem MDXLIII.
In queste lettere Lodovico riprende un'antica amicizia, ricorda al Poliziano gli amici umanisti di Padova e Venezia Demetrio Calcondila, Pietro Contarino ed Ermolao Barbaro e promette di inviare la sua traduzione da Plutarco dell'opera "Come trarre vantaggio dai nemici", dedicandola a Piero figlio di Lorenzo il Magnifico (Poliziano era il precettore di Piero).
Poliziano risponde dichiarando che la loro amicizia è ancora salda nonostante il tempo trascorso (Lodovico è a Urbino da tre anni) e ringraziandolo anticipatamente per l'invio del libretto.
La prima inizia
Lodovicus Odaxius Angelo Politiano suo s.d.
Nisi mihi de liberalissimis moribus, et umanissimo ingenio tuo comptaret ...
Poliziano risponde
Angelus Politianus Lodovico Odasio suo s.d.
Deprehenderunt me in actu litterae tuae ...
Riprende Lodovico
Plutarchi libellus ad te venit, qui si ullam elegantiam, quam benevolentiam profiteretur, erubesceret profeto, nec ad exactissimae erudizioni officinam sede, nisi vereconde conferret ...
e termina
Vale igitur et me ama. Igubij v. Cal. Julias MCCCCLXXXV. 
(da Gubbio cinque giorni alle calende di luglio 1485)
Finale di Poliziano
Plutarchi lepidum novum libellum, quem tu scilicet latine interpretatus adolescenti meo nuncupasti, vidi, legi,  ...

#### Lettera di Ermolao Barbaro il Vecchio a Lodovico
Codice Lucca 1415, c 32b
Ermolao scrive a Lodovico in occasione della morte del padre Bartolomeo
Hermolaus Barbarus Litavico  (sic) Odaxio 
Non putabam fore ut ex morte viri optimi patris tui afficerer dolore quanto affectus sum; ...
Ermolao Barbaro, Epistulae orationes et carmina a cura di Vittore Branca, Bibliopolis editrice, Firenze, 1943

### Traduzioni dal greco in latino

#### Tavola di Cebete
La tavola di Cebete venne riscoperta in periodo umanistico e si ebbe la sua prima stampa nell'originale greco nel 1494, e quattro anni dopo, Odasio fu il primo traduttore di questa opera, anticamente attribuita a Cebete, discepolo di Platone, presente in un suo dialogo; ora viene attribuita a un ignoto scrittore del II secolo d.C. greco.
In seguito furono eseguite altre traduzioni della Tavola di Cebete che presenta in modo allegorico il percorso da seguire per raggiungere la felicità dopo la conquista della virtù, attraverso tre recinti concentrici. Esistono un certo numero di rappresentazioni grafiche del percorso suddetto in alcune traduzioni italiane della stessa opera.
Originale nella Biblioteca Casanatense di Roma (MS. 1724) con il titolo Cebetis Thebani tabula e Graeco in Latinum conversa per Lodovicum Odaxium Patavinum .
Ne esiste una copia in una cinquecentina nella Biblioteca Queriniana di Brescia, stampata con altre traduzioni di umanisti del tempo (Perotti, Cerellio, Filelfo, Merola) con lo stesso titolo.
Altra copia si può trovare in un'altra cinquecentina presente nella Biblioteca A. Maj di Bergamo (segn. 2 - 174)
La copia di un'altra traduzione della Tavola di Cebete a opera di Giovanni Elichmann si trova nella Biblioteca Casanatense di Roma. Originale: Lugd.Batav., typ. Jo Maire, 1640 (misc. in 4° vol. 310).

#### Come trarre vantaggio dai nemici
Una copia si trova nella Biblioteca Apostolica Vaticana (Urb. Lat. 1482) con il titolo Plutarchi libellus docentis quo pacto quispiam ab inimicis emolumentum capere possit e Graeca in latinam linguam conversi.
Questa traduzione del testo di Plutarco è dedicata a Guidobaldo di Montefeltro: tra le varie motivazioni che vengono addette a sostegno dell'utilità di avere nemici Plutarco mette la necessità per l'uomo di essere sempre più virtuoso per non essere attaccato dai nemici,; questa brillante intuizione di Plutarco è totalmente assente dal nostro mondo occidentale attuale.

#### Differenza tra invidia e odio
Esiste una copia nella sopra citata cinquecentina della Biblioteca Queriniana di Brescia con il titolo Plutarchi libellus de differentia inter invidiam & odium.
Altra copia si può trovare nella cinquecentina presente nella Bibliotaca A. Maj di Bergamo (segn. 2 - 174) che contiene anche la traduzione della Tavola di Cebete.
Come suggerisce il titolo Plutarco analizza le differenze tra l'invidia e l'odio concludendo che l'invidia è molto peggiore dell'odio, che non è generalizzato e può terminare con la cessazione della causa, mentre l'invidia si rivolge contro tutti gli uomini senza un motivo particolare e personale e dura tutta la vita.
Un confronto con i comportamenti degli animali mostra che anche gli animali possono essere soggetti all'odio ma in essi l'invidia è inesistente. Negli uomini l'odio può essere indirizzato sia verso gli altri uomini che verso gli animali mentre l'invidia dell'uomo è solo rivolta ai suoi simili.

#### Come distinguere un adulatore da un amico
L'originale si trova nella Biblioteca Casanatense di Roma.
Titolo: Plutarchi liber docens quo pacto quispiam adulatorem ab amico discernat e graeco in latinum conversus.
Dedicandola a Caio Giulio Antioco Epifane Filpappo, principe di origine sira, Plutarco in questa operetta analizza le caratteristiche e le differenze tra l'amico e l'adulatore con un gran numero di esempi che testimoniano, come anche negli altri suoi testi precedenti, la sua grande erudizione storica e letteraria.

### Orazioni funebri
Le orazioni funebri di Lodovico hanno molti illustri precedenti: il più vicino è quello dell'orazione funebre di Giovanni Antonio Campano ai funerali di Battista Sforza, moglie di Federico di Montefeltro, Duca di Urbino, pronunciata il 17 agosto 1472 e pubblicata a Cagli nel 1476. Ricordiamo che l'umanista Campano (1429-1477) è noto anche per avere recitato l'orazione funebre per il papa Pio II nel 1464. oltre che per una nutrita serie di opere letterarie di vario tipo.
Titolo: JO. AN. CAMPA. EPISCOPI INTERAMNIEN IN FUNERE URBINATIS DUCIS ORATIO
Lodovico fu molto noto a quei tempi per tre orazioni funebri (alle quali parteciparono la maggior parte dei principi italiani e molti umanisti) in occasione della morte di

#### Federico di Montefeltro (1482)
Conte di Urbino, creato duca dal papa Sisto IV, famoso capitano, nato a Urbino nel 1420 e morto a Ferrara nel 1482. Fu al servizio di Francesco Sforza, di Firenze, del re di Napoli Ferrante e di vari papi.
Una copia dell'orazione si trova nella Biblioteca universitaria di Urbino, mentre un'altra copia, con una copia "di latino in volgar tradotta", si trova nella Biblioteca Apostolica Vaticana.(Bibl. Vat. Cod. Vat. Urb. lat. n. 1253 e Bibl. Vat. Cod. Urb. D. 1252).
Titolo: Oratio habita a Lodovico Odaxio in funere Ill.mi et Exc.mi principis Federici Urbinatium ducis, Urbino 16 settembre 1482

#### Ippolita Sforza (1488)
Ippolita figlia di Francesco Sforza, duca di Milano, quindi cugina di Battista Sforza, fu moglie di Alfonso duca di Calabria, che divenne re alla morte di Ferdinando d'Aragona, detto Ferrante, nel 1494.
Ippolita morì nel 1488.
L'orazione funebre si trova nella Biblioteca Nazionale di Napoli (cc. 79r - 84 r del MB. IX F 49).
Titolo: LODOVICI ODAXII PATAVINI Oratio habita in funere Ill.mae Principis Hippolitae Aragoniae Calabriae Ducis

#### Guidobaldo di Montefeltro (1508)
Guidobaldo, figlio di Battista, (figlia di Alessandro Sforza), e di Federico di Montefeltro, fu comandante dell'esercito veneto e dell'esercito pontificio.
Nacque nel 1472 a Gubbio e morì sempre a Gubbio nel 1508.
L'editore Soncino nel 1508, per ordine del duca Giovanni Sforza, stampava in Pesaro l'orazione per le esequie di Guidobaldo.
L'originale dell'orazione si trova nella Biblioteca Angelica di Roma (collocazione Inc. 546/8).
Titolo: LODOVICI ODAXII PATAVINI Oratio habita in funere Illustrissimi Principis Guidobaldi Ducis Urbini. Sexto Nona Maias M.D.VIII
Le tre orazioni presentano una struttura abbastanza simile:
- cenni biografici dell'estinto;
- utilità della conoscenza della vita di persone virtuose per migliorare sé stessi;
- una vita virtuosa garantisce una prosecuzione felice nell'aldilà, in Paradiso per i cristiani o nei campi Elisi per la filosofia greca.

### Pubblicazioni
Lodovico curò inoltre la pubblicazione di opere latine e di opere in latino di umanisti del tempo, espurgandole dagli errori.

#### Cornucopiadi Niccolò Perotti
Si tratta di commentari sulla lingua latina con diffusi commenti al Libro degli Spettacoli e al primo degli Epigrammi di Marziale. L'opera, dedicata nella prima edizione a Federico di Montefeltro, nell'edizione corretta da Lodovico fu dedicata a Guidobaldo di Montefeltro: lingua latina impressum Venetiis per Magistrum Paganinum de paganinis brixiensem Anno domini M cccccLxxxviiii.pridie idus maii.
Titolo: Nicolai Peroti eruditissimi viri Cornucopiae seu commentariorum linguae latinae.
L'originale si trova nella Biblioteca universitaria di Urbino.
Copia nella Biblioteca A. Maj, Bergamo, segn. 4 - 54

#### Indicadi Arriano
Lodovico coadiuvò il noto Gerolamo Soncino nella stampa (Pesaro, 1508) della traduzione dal greco, fatta da Bartolomeo Facio, dell'opera di Arriano (scrittore greco del II d.C.) sulle Gesta di Alessandro il Grande nella spedizione in India.
Titolo: Arrianus de rebus gestis Alexandri regis, quem latinitate donavit Bartholomeus Facius
Copia nella Biblioteca A. Maj, Bergamo, segn. 5 - 775

## Luogo di nascita
Le osservazioni seguenti, aggiunte a quelle iniziali, documentano la nascita di Lodovico a Padova e non a Martinengo (BG).

### Lapide a Urbino
Una lapide posta sul pavimento davanti all'altare laterale sinistro della Chiesa di S. Bernardino, dove fu sepolto, ricordava la sua vita e la sua attività.
Questa lapide fu poi spostata nel chiostro dell'annesso convento di frati francescani, dove si può vedere ancora oggi, anche se leggibile con difficoltà.
Inizia comunque dicendo
QUI GENITUS PATAVI CLARA LODOVICUS IN URBE URBINI MORIENS ....
(Lodovico che nato a Padova morendo nell'illustre città di Urbino ...)
(vedi Bibl. Univ. Urbino, ms. di Vernaccia Gerolamo, Armadio 5. Div. 3. n. 68. Tom. J, pag. 53 al capo oratori e anche Ms. Memorie ed iscrizioni del Can. Ben. Vincenzi, Arm. 5, n. 36)

### Archivi vari
Lodovico sempre si è detto Patavino (nelle traduzioni, pubblicazioni e orazioni funebri); a Padova (dove altri della famiglia degli Odasi sono vissuti e hanno frequentato l'Università, tra cui il cugino Cristoforo fu Rector Artistarum) nessuno ha mai dubitato della sua nascita e cittadinanza padovana, mentre la maggior parte degli scrittori bergamaschi lo dice nato a Martinengo (la nobile famiglia degli Odasi è presente nel borgo dal 1200 fino a metà del Seicento), dove con certezza il padre Bartolomeo è nato da Michele, nobile presente per molti anni nel consiglio comunale di Martinengo, come consigliere e come Calmediator.
Bartolomeo è vissuto a Martinengo per circa trent'anni (), prima di trasferirsi a Brescia e poi a Padova).
Si aggiunga che i documenti di Padova (archivio storico dell'università e archivio di stato di Padova) parlano sempre di Lodovico da Padova figlio di Bartolomeo da Martinengo.

## Immagine di Lodovico Odasio
L'unica immagine nota è in una tavola attribuita prima a Giusto di Gand, ma ora prevalentemente a Berruguete, datato 1482 o poco dopo, appartenente alla Royal Collection di Londra, nel Castello di Windsor.
Viene di solito titolato Lezione e rappresenta il duca Federico di Montefeltro che assiste a una lezione con il figlio Guidobaldo; a destra della colonna sono tre personaggi: il primo da sinistra viene considerato Lodovico Odasio, poi si vede Ottaviano degli Ubaldini con il figlio Bernardino.

### Documenti
- Gennari. Notizie storiche di Padova. Ms. della Bibl. Civ. Patavina (sec. XVIII). vol II, pag. 716.
- Scardeoni, De antiquitate urbis Patavii. Basileae, 1560, in f SANUDO, Diarii, I, II, V.
- M. A. Sabellici, Opera, Venetiis per Albertinum de Lissona Vercellensem. 1502. pag. 40 verso e seg. Epistola Ad Guidonem Ubaldum Feretr. Urbini Ducem.
- G. Vedova, Biografia degli scrittori padovani. Padova, Minerva, 1836, alla voce Odassio. Bibliot. Oliv. di Pesaro. Mss. Serie degli uomini e donne illustri d'Urbino, pag. 118
- Papadopoli, Historia Gymnasii Patavini, Venezia 1726, Libro secondo, Capit. XII, pag. 185-186

### Lettere
- Angeli Politiani opera …, Apud Nicolaum Episcopum, Basilea, 1543.
- Epistolae Orationes et Carmina, di Ermolao Barbaro, a cura di Vittore Branca, Bibliopolis, Firenze, 1943.

### Traduzioni
- La Tavola di Cebete, a cura di Domenico Pesce, Paideia editrice, Brescia, 1982.
- Come distinguere l’adulatore dall’amico, a cura di A. Lukinovich e M. Rousset, Sellerio Editore, Palermo, 1991.
- L’invidia e l’odio, a cura di Silvia Lanzi, D'Auria editore in Napoli, 2004.

### Pubblicazioni
- Cornucopia di Nicolò Perotti, Biblioteca A. Maj di Bergamo.
- Indica, di Arriano, tradotto da Bartolomeo Fazio, Biblioteca A. Maj di Bergamo,